# Ricardo Galvão
Ricardo Magnus Osório Galvão, né le 21 décembre 1947, est un physicien et ingénieur brésilien, ancien directeur général de l'Institut national de recherche spatiale,,. Il est professeur titulaire à l'Institut de physique de l'Université de São Paulo, membre de l'Académie brésilienne des sciences, membre de l'Institut de physique et conseiller de la Société européenne de physique. Galvão a occupé des postes importants au sein de la communauté brésilienne de physique tels que la présidence de la Société brésilienne de physique (2013-2016) et la direction du Centre brésilien de recherche en physique (2004-2011),.
Les recherches de Galvão sont principalement consacrées à la physique des plasmas et à la fusion magnétique thermonucléaire. Il a été membre du conseil d'administration de Plasma Physics and Controlled Fusion (1995-2005) et a dirigé le Laboratoire de physique des plasmas de l'Université de São Paulo (2000-2016), où il a supervisé le fonctionnement du tokamak TCABR.
En août 2019, il a été démis de ses fonctions de directeur général de l'Institut national de recherche spatiale, après un désaccord public avec le président Jair Bolsonaro sur des données scientifiques qui montraient une augmentation significative de la déforestation dans la forêt amazonienne depuis l'entrée en fonction de ce dernier.

## Biographie
Ricardo Galvão a reçu les titres d'ingénieur en télécommunications (Université fédérale Fluminense, 1969), de maîtrise ès sciences (Université de Campinas, 1972) et de doctorat (MIT, 1976). Il a été professeur adjoint à l'Université de Campinas de 1971 à 1982, professeur adjoint à l'Université de São Paulo de 1983 à 1991 et professeur ordinaire à partir de 1991 à l'Université de São Paulo. Il a également été chercheur au Centro Técnico Aeroespacial de 1982 à 1986,.
Le professeur Galvão a reçu les prix suivants :
- 1984 : Centre international de physique théorique, Trieste, Italie, pour ses contributions théoriques sur l'équilibre et la stabilité MHD, les modes résistifs et l'interaction laser-matière[9]
- 2008 : Commandeur de l'Ordre National du Mérite Scientifique
- 2015 : Médaille Carneiro Felipe
- 2019 : Lauréat du prix Les dix scientifiques de l'année
- 2021 : prix de l'Association américaine pour l'avancement des sciences

## Conflit avec Jair Bolsonaro
Vendredi 19 juillet 2019, le président Jair Bolsonaro a publiquement critiqué Ricardo Galvão lors d'une conférence de presse avec la presse internationale, l'accusant de donner des données mensongères sur la déforestation amazonienne et d'être au service de certaines ONG : « La question de l'INPE, j'ai la conviction que les données sont des mensonges. J'ai même envoyé voir qui est le gars qui dirige l'INPE. Il devra venir expliquer ici à Brasilia ces données là-bas qui sont passées à la presse mondiale, que notre sentiment ne correspond pas à la vérité. Il semble même qu'il soit au service de certaines ONG, ce qui est très courant,,. ».
Le samedi suivant, Galvão a répondu aux critiques du président,,, :

« La première chose que je peux dire est que M. Jair Bolsonaro doit comprendre qu'un président de la République ne peut pas parler en public, surtout lors d'une conférence de presse, comme s'il était dans une conversation au botequim (pt). Il a fait des commentaires inappropriés et non fondés et a lancé des attaques inacceptables non seulement contre moi, mais aussi contre des personnes qui travaillent pour la science de ce pays. Il a dit qu'il était convaincu que les données de l'INPE sont un mensonge. Plus qu'offensant pour moi, c'était très offensant pour l'institution. (...) J'étais vraiment bouleversé, parce qu'à mon avis, il a joué avec moi le même jeu qu'avec Joaquim Levy (qui a démissionné de la BNDES après avoir également été critiqué en public par Bolsonaro). Il a adopté une attitude pusillanime et lâche en faisant une déclaration publique, espérant peut-être que je démissionnerai, mais je ne le ferai pas. J'espère qu'il m'appellera à Brasília pour expliquer les données et qu'il aura le courage de répéter, en me regardant face à face dans les yeux. Je suis un monsieur de 71 ans, membre de l'Académie brésilienne des sciences, je n'accepterai pas une telle offense. Celui qui a le courage de faire face à ce qu'il fait. C'est une offense de botequim. Je ne lui répondrai pas et c'est lui qui devrait m'appeler personnellement et qui devrait aussi avoir le courage de me le dire en face. »

Le même jour, le conseil d'administration de la Société brésilienne pour l'avancement de la science a défendu Galvão dans un manifeste qui qualifiait les attaques de Bolsonaro d'offensives, idéologiques et sans fondement,,. Dimanche, la Société brésilienne de physique a publié une note soutenant également Galvão et déplorant les attaques perpétrées par le président. Toujours le 21, l'Académie brésilienne des sciences et son président, Luiz Davidovich ont également exprimé leur soutien à Galvão, tout comme l'ancien ministre des Sciences et de la Technologie José Israel Vargas. Le 22 juillet, Galvão a reçu le soutien de la part des 56 scientifiques qui composent la Science and Society Coalition,,, des Entités du Forum de la science et de la technologie et du physicien Luiz Pinguelli Rosa. Galvão a réaffirmé ses déclarations précédentes et bien qu'il ne répondrait pas à la note du ministre Marcos Pontes pour ne pas connaître son contenu et rencontrerait le ministre avant de répondre. Il a ajouté qu'il avait déjà contacté le ministre. Le 7 août 2019, le licenciement de Ricardo Galvão était acté.
Douglas Morton, directeur du Laboratoire des sciences de la biosphère au Space Flight Center de la NASA, a déclaré que les résultats de l'INPE étaient « incontestables », a expliqué que l'INPE avait toujours travaillé de manière technique et judicieuse et a classé le licenciement de Galvão comme particulièrement alarmant et reflété comme « le gouvernement actuel traite la science,.
Les données officielles de déforestation émises par le système de détection de la déforestation en temps réel (DETER) ont confirmé l'exactitude de l'INPE.

## Hommage

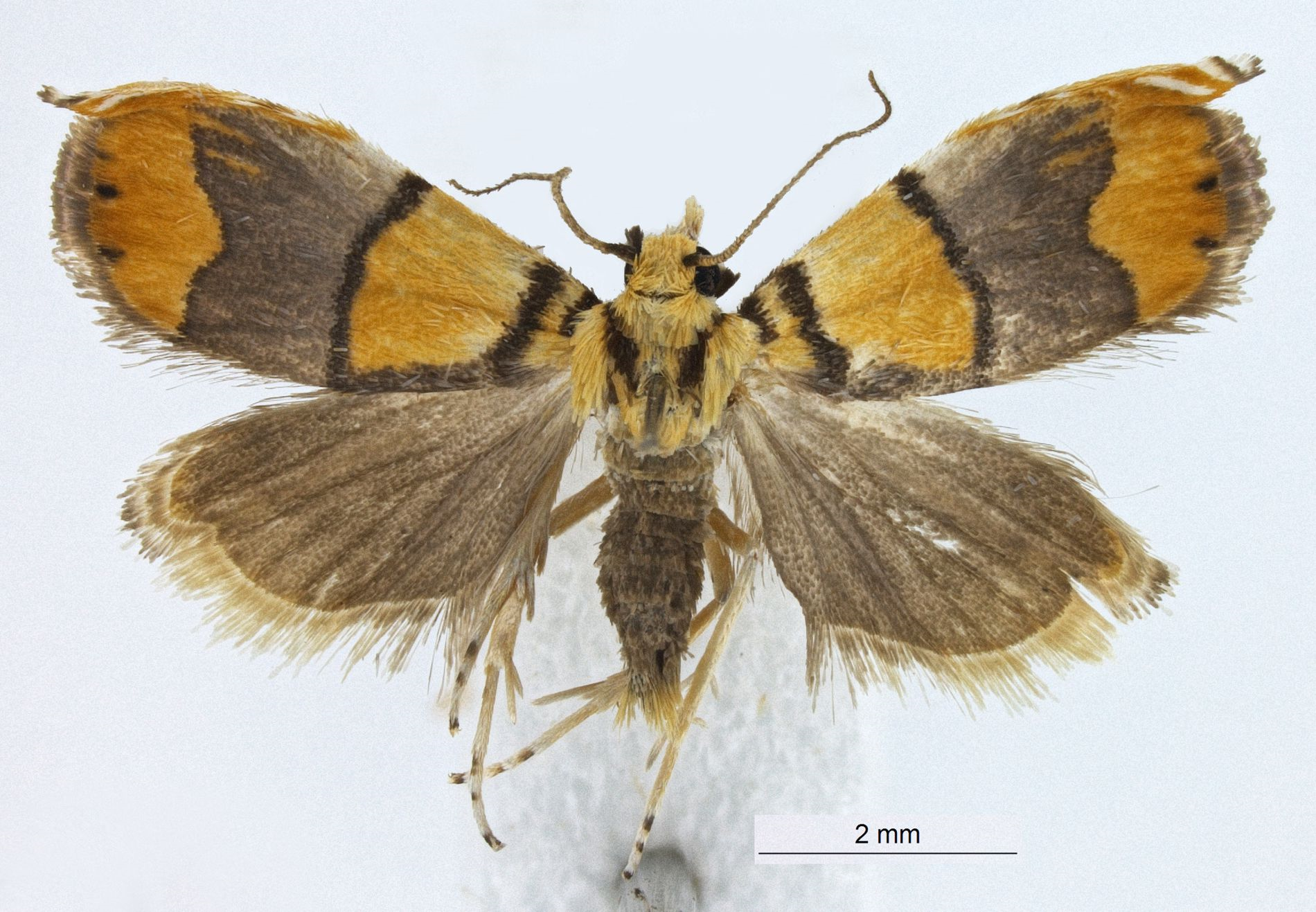
Diptychophora galvani

Le papillon de nuit Diptychophora galvani Landry & Becker, 2021 est dédié à Galvão, « pour son courage face à l'adversité professionnelle ». Les descripteurs suggèrent également que « la couleur orange des ailes antérieures du papillon rappelle les incendies dévastateurs qui étaient devenus plus fréquents en Amazonie en 2019 par rapport à 2018, sur la base des données scientifiques du Dr Galvão et de son équipe qui ont coûté au Dr Galvão son poste de directeur de l'Institut national brésilien de recherche spatiale en août 2019 ».